# Liste der brasilianischen Botschafter in der Slowakei
Die Botschaft befindet sich auf der Palisády 47 in Bratislava.
| Ernannt       | Name                                | Bemerkungen                                                                | Mensagem Senado Federal | im Senat des Nationalkongresses vorgestellt am | ernannt von               | akkreditiert bei         | Posten verlassen |
| ------------- | ----------------------------------- | -------------------------------------------------------------------------- | ----------------------- | ---------------------------------------------- | ------------------------- | ------------------------ | ---------------- |
| 21. Juni 2004 | Celso Marcos Vieira de Souza        | Amtssitz in Wien                                                           | MSF 38 de 2004          | 8. Juni 2004                                   | Luiz Inácio Lula da Silva | Mikuláš Dzurinda         |                  |
| 4. Juni 2008  | Marilia Sardenberg Zelner Gonçalves |                                                                            | MSF 67 de 2008          | 13. Mai 2008                                   | Luiz Inácio Lula da Silva | Regierung Robert Fico I  |                  |
| 4. Juni 2013  | Susan Kleebank                      | (* 11. Oktober 1961 in Porto Alegre) Tochter von Miriam und Ruben Kleebank | MSF 18 de 2012          | 16. Mai 2012                                   | Luiz Inácio Lula da Silva | Regierung Robert Fico II |                  |